# Griphomyia brunnipennis
Griphomyia brunnipennis är en tvåvingeart som beskrevs av Hardy 1987. Griphomyia brunnipennis ingår i släktet Griphomyia och familjen borrflugor. Inga underarter finns listade i Catalogue of Life.